# دانشگاه هنر زوریخ
دانشگاه هنرهای زوریخ (ZHdK، به آلمانی: Zürcher Hochschule der Künste) بزرگ‌ترین دانشگاه هنر در سوئیس است. این دانشگاه در سال ۲۰۰۷ تأسیس شد، پس از ادغام مدرسه هنر و طراحی زوریخ (HGKZ) و مدرسه موسیقی، تئاتر و رقص (HMT). دانشگاه هنر زوریخ یکی از چهار دانشگاهی است که به دانشگاه علوم کاربردی زوریخ (Zürcher Fachhochschule) وابسته است.
دانشگاه هنر زوریخ کارشناسی و کارشناسی ارشد و برنامه‌های آموزش عالی در رشته‌های هنر، طراحی، موسیقی، آموزش هنر، تئاتر، فیلم، رقص و مطالعات میان‌رشته‌ای ارائه می‌دهد، همچنین برنامه‌های دکترا به صورت همکاری با دانشگاه‌های هنری بین‌المللی و دانشگاه ETH زوریخ برگزار می‌شود. دانشگاه هنر زوریخنقش فعالی در تحقیق و پژوهش، به ویژه در زمینه‌های پژوهش هنری و پژوهش طراحی ایفا می‌کند.

از جمله نهادهای وابسته به ZHdK می‌توان به موزه طراحی زوریخ، تئاتر هنرها (Theater der Künste)، باشگاه موسیقی Mehrspur و مرکز رسانه و اطلاعات (MIZ) اشاره کرد.